# ケロケロ7
『ケロケロ7』（-セブン）は、2006年1月19日にバンダイから発売されたニンテンドーDS用ソフト。ケロケロキングシリーズ同様木原庸佐がキャラデザイン、監修を担当。ジャンルはアクションゲーム。

## ゲーム概要
ケロケロキングシリーズとは違い、主人公はカエルのペ原ポ助である。タッチパネルの操作で攻撃をくりだすアクションを使用する。

## ストーリー
カエルたちが住む気温35度、湿度95％の惑星ケロリンポ星。ある日そんなケロリンポ星に恐ろしい魔の手が迫るという。秘密諜報機関「ケロケロ7」はその恐ろしい魔の手から惑星を救うため調査をするのであった・・・。

## 登場人物

### ケロケロエージェント
ケロケロ7
主人公。本名はペ原ポ助。身軽だが性格はおっちょこちょいの見習いスパイガエル。ケロケロエージェントになるマスクの色は赤。
ケロケロ1
本名はタンドリ・ポンペイ。まだ幼い幼稚園児だが、天才的頭脳を持っている。マスクの色は水色。
ケロケロ2
本名はミスター・ウー。カンフーの使い手である謎の中華料理人。マスクの色は紫。
ケロケロ3
本名はチェリー・ルンルン。ケロケロ7の紅一点。人気アイドルレポーター。その歌声は天使のようだという。マスクの色はピンク。
ケロケロ4
本名はグレイシー・ゴロー。ゴムのように軟体なコメディアン。マスクの色は緑。
ケロケロ5
本名はトミー・ガマルス。現役大リーガーで、時速300キロの速さを誇る。マスクの色は青。
ケロケロ6
本名はモリモリ山。超怪力を持つ関取で、「鉄の胃袋を持つブルドーザー」の異名を持つ。マスクの色は茶色。
ボス
本名はデューク・イチロー。ケロケロエージェントを仕切っている首領。イメージカラーは薄紫。
モルはかせ
エージェントの天才科学者。なんでもサイボーグにしてしまう。イメージカラーは灰色。
ラッキー
正式名称ラッキーNo.7。任務を手助けするケロケロ7のスパイギア。イメージカラーはベージュ。